# Svart trädnäktergal
Svart trädnäktergal (Cercotrichas podobe) är en fågel i familjen flugsnappare inom ordningen tättingar som förekommer i Afrika söder om Sahara men också på Arabiska halvön.

## Utseende
Svart trädnäktergal är en helsvart och långstjärtad fågel med långa ben. Den sitter mest på marken eller i låga buskar och fäller ofta upp sin stjärt rakt upp och brer kvickt ut. Stjärtpennorna är vitspetsade, liksom undre stjärttäckarna. Sången som utförs från toppen av en buske är lik trädnäktergalens.

## Utbredning och systematik
Svart trädnäktergal delas in i två underarter med följande utbredning:
- Cercotrichas podobe podobe – förekommer från Mauretanien till Tchad, Sudan, Eritrea, Etiopien och norra Somalia
- Cercotrichas podobe melanoptera – förekommer i västra Saudiarabien, Jemen och Aden

Åtminstone 25% av individerna som häckar på Arabiska halvön visar dock karaktärer av nominatformen och bedöms vara antingen vara av den underarten eller hybrider.
Arten har även häckat i Israel och ses där sällsynt på våren. Den har även påträffats i Egypten, Jordanien, Bahrain, Kuwait, Oman, Qatar och Förenade Arabemiraten.

### Familjetillhörighet
Trädnäktergal med släktingar ansågs fram tills nyligen liksom bland andra stenskvättor, stentrastar och buskskvättor vara små trastar. DNA-studier visar dock att de är marklevande flugsnappare (Muscicapidae) och förs därför numera till den familjen.

## Status och hot
Arten har ett stort utbredningsområde och en stor population med stabil utveckling som inte tros vara utsatt för något substantiellt hot. Utifrån dessa kriterier kategoriserar internationella naturvårdsunionen IUCN arten som livskraftig (LC). Världspopulationen har inte uppskattats men den beskrivs som ganska vanlig i Sahel, mycket vanlig i centrala Sudan och vanlig i centrala Jemen.